# 카멜롯의 전설
《카멜롯의 전설》(영어: First Knight)은 미국에서 제작된 1995년 중세 역사 드라마 영화이다. 제리 주커가 연출과 제작을 맡고, 숀 코너리, 리처드 기어, 줄리아 오먼드 등이 출연하였다.

## 출연진
- 숀 코너리 - 아서왕 역
- 리처드 기어 - 랜슬롯 역
- 줄리아 오먼드 - 귀니비어 역
- 벤 크로스
- 리암 커닝햄
- 리엄 커닝엄
- 랠프 아인슨
- 존 길구드
- 알렉시스 데니소프
- 조너선 케이크

## 기타 제작진
- 배역: 메리 셀웨이
- 미술: 존 복스

## 우리말 녹음
MBC 성우진 (1999년 7월 1일)
- 유강진 - 아서왕 (숀 코너리)
- 권혁수 - 랜슬롯 (리처드 기어)
- 최덕희 - 귀니비어 (줄리아 오먼드)
- 박조호 - 맬러건트 (벤 크로스)
- 이종혁
- 황윤걸
- 안장혁
- 안지환
- 최원형
- 변종필
- 엄태국
- 이철용
- 장성호
- 김민성
- 김아영
- 김용준
- 박선영
- 송준석
- 이상범
- 최수진